# Maksim Sozontovič Berezovskij
Maksim Sozontovič Berezovskij (ukr. Максим Созонтович Березовський; Hluhiv, 27. listopada 1745. – Sankt-Peterburg, 2. travnja 1777.) bio je ukrajinski skladatelj, dirigent, violinist i operni pjevač (bas). Berezovskij je prvi ukrajinski skladatelj koji je stekao veliki ugled širom Europe, i prvi koji je skladao operu, simfoniju i violinsku sonatu. Njegova najznačajnija djela uglavnom imaju duhovni odnosno crkveni karakter glazbe koji se često može čuti u pravoslavnim i grkokatoličkim crkvama. Nažalost, puno je njegovih kvalitetnih djela izgubljeno u turbulentnim zaraćenim vremenima na prostoru Ukrajine, tako da je samo 3 od ukupno 18 poznatih korala pronađeno.
Duže vrijeme je ukrajinski skladatelj Dmitro Bortnjanskij smatran prvim značajnijim simfonijskim skladateljem, ali je tek u 2002., u vatikanskim spisima, pronađena Berezovska simfonija u C-molu iz 1770. i 1772. godine, zahvaljujući istraživaču Stevenu Foxu. Danas se o Berezovskom relativno malo zna, a njegova biografija je prvi puta donekle rekonstruirana u noveli Nestora Kukolnika iz 1840. godine koja je bila predstavljena u Sankt-Peterburgu. Sa sigurnošću se može tvrditi da je Berezovski bio iznimno talentirani skladatelj koji je u svoje vrijeme pripadao ukrajinskoj Zlatnoj trojki, uz Artema Vedelja i Dmitra Bortnjanskog.

## Poznata djela
Opere:
- «Demofont» (libr. P. Metastazio, 1773., postavljena 1774., Italija),
- «Ifigenija» (nezavršena);

Crkvena glazba:
- Liturgija za Sv. Ivana Zlatoustoga,

Duhovni koncerti:
- «Ne otverži mene vo vremja starosti»,
- «Ostrignu serdce»,
- «Milost' i sude vospoju»,
- «Slava v v'šnih Bogu»;

Pričesna glazba:
- «Tvorjaj Angel'i svoja duhu»,
- «Čašu spasenija primu»,
- «I pamjat' večnuju»,
- «Vo vsju zemlju»,
- «Hvalite Gospoda»,
- «Blaženi jaže izbral»,
- «Ne imami inija pomošče».

Ostalo:
- Sonata za violinu i čembalo (1772.)

## Vanjske poveznice
- A prominent composer Berezovsky